# Raïon d'Ijma
Le raïon d'Ijma (en russe : Ижемский район, Ižemski raion, en komi : Изьва район, Iźva raion) est un raïon de la république des Komis, en Russie.

## Géographie
D'une superficie de 18 400 km2, le raïon d'Ijma est situé dans la partie nord de la république des Komis.
Au nord-est, il est bordé par Usinsk, à l'est par  Petchora, au sud par le raïon de Sosnogorsk et Oukhta, et à l'ouest par le raïon d'Oust-Tsilma.
Le  fleuve Petchora et son affluent la rivière Ijma traversent le raïon.
Le raïon comprend 10 municipalités rurales : Brykalansk, Ijma, Kelchiyour, Kipiyevo, Krasnobor, Mokhtsa, Nyachaboz, Sisjabsk, Shchelyaur et Tom.
Le centre administratif du raïon est le village d'Ijma, situé à 544 kilomètres de Syktyvkar la capitale de la république des Komis.
Selon le recensement de 2002, 90,4 % des habitants du district sont des Komis, 7,9 % des Russes, 0,8 % des Ukrainiens et 0,2 % des Biélorusses.
Le principal moyen de subsistance est l'agriculture, spécialisée dans la culture de la pomme de terre et la production de lait et de viande. Le forage pétrolier a commencé en 2004.

## Démographie
La population du Raïon d'Ijma a évolué comme suit:
| 2002   | 2009   | 2011   | 2013   | 2015   |
| ------ | ------ | ------ | ------ | ------ |
| 21 511 | 19 671 | 18 636 | 17 929 | 17 634 |

| 2019   | 2021   | - | - | - |
| ------ | ------ | - | - | - |
| 17 129 | 16 469 | - | - | - |

## Galerie

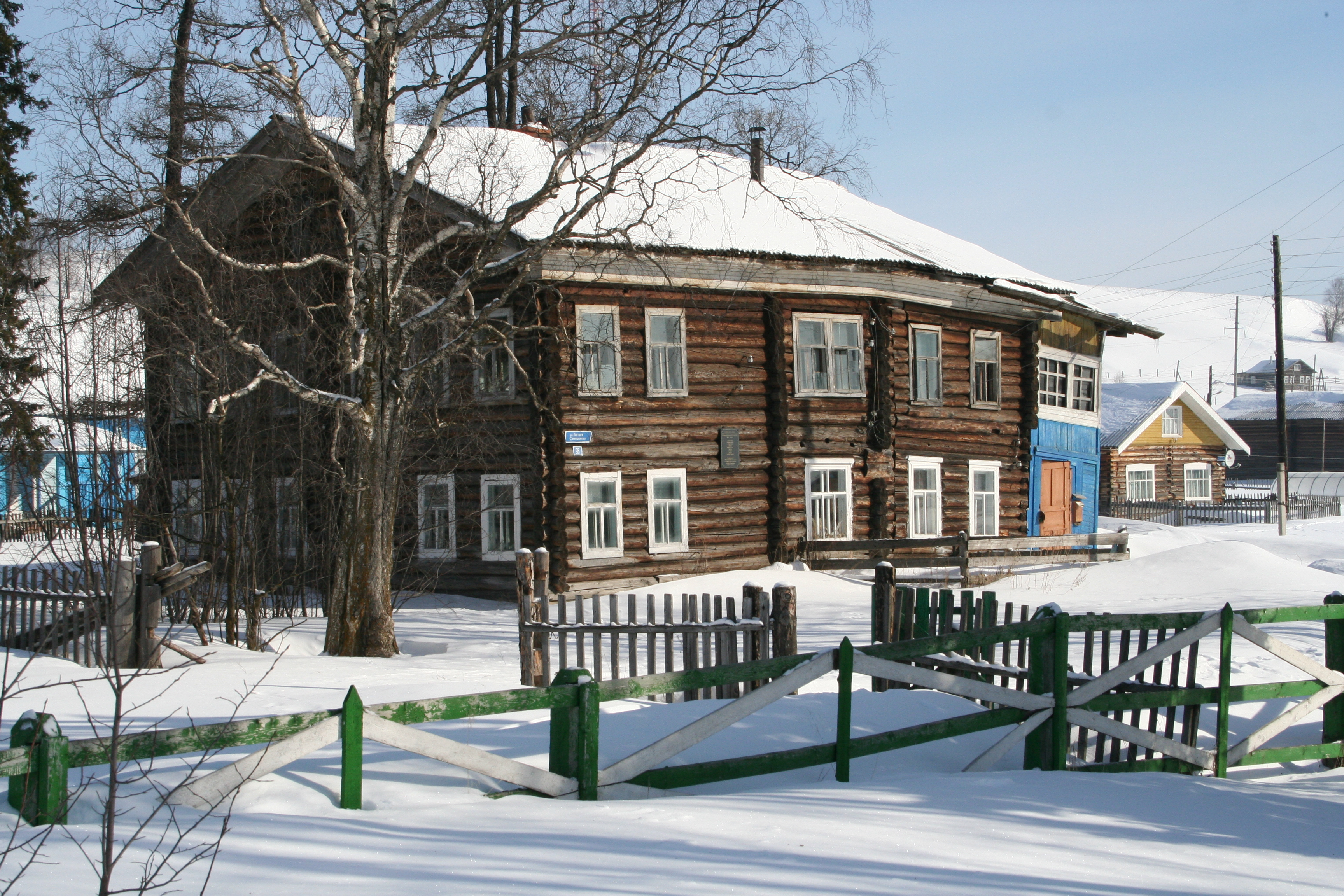
Maison à Krasnobor.
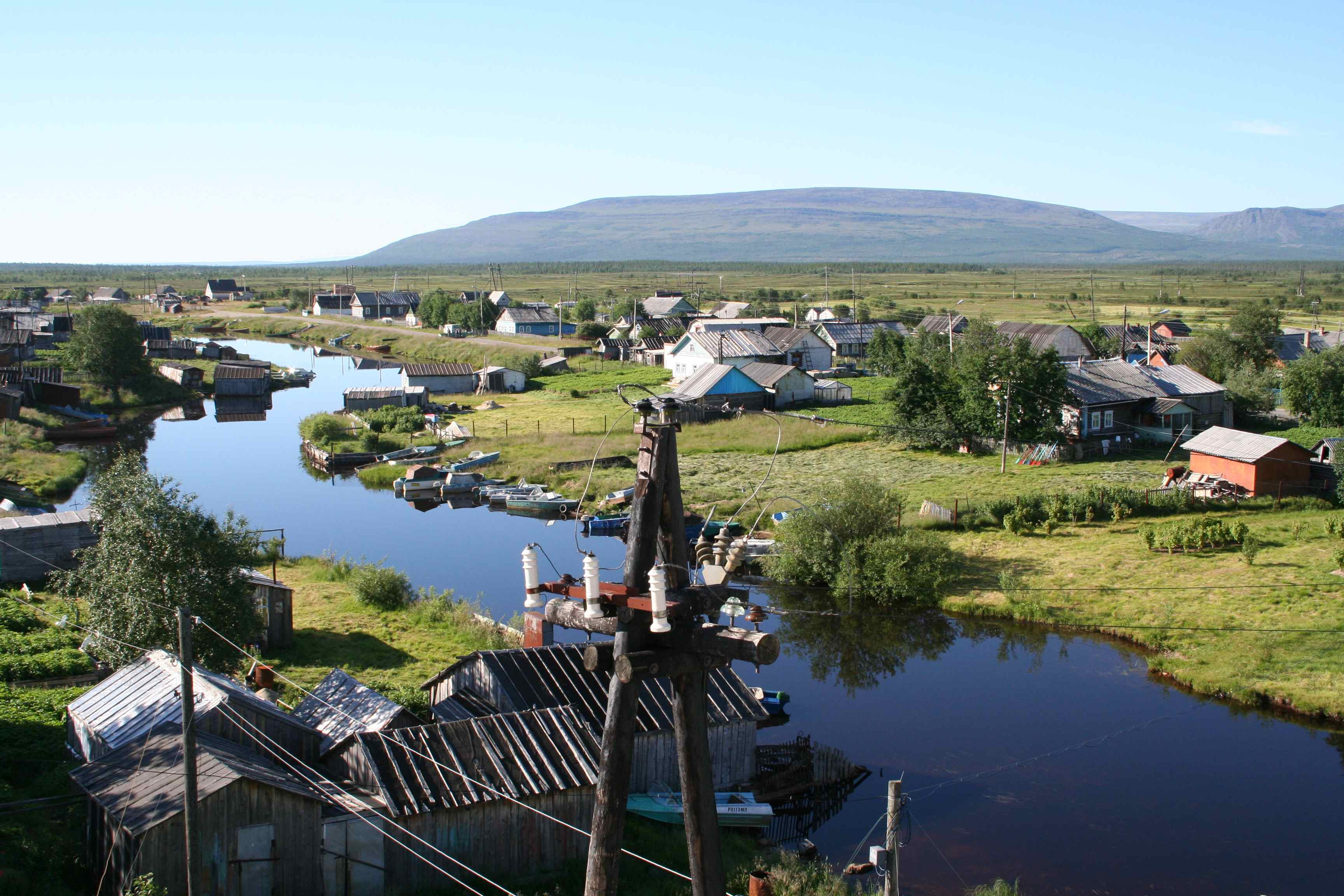
Lovozero.